# 기름부음

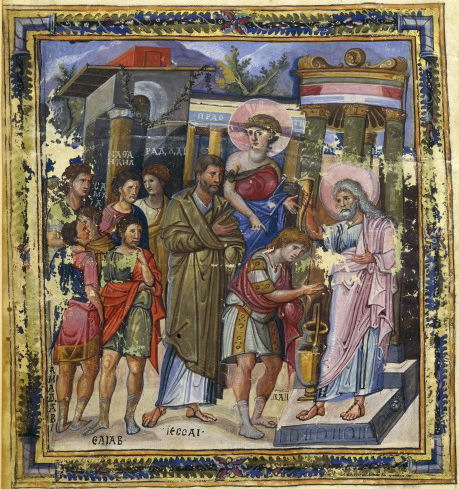
10세기 파리 시편에 나오는 다윗의 기름부음 (파리 국립도서관)

기름부음(Anointing) 또는 도유식(塗油式)은 사람의 머리나 몸 전체에 향유를 붓는 의례 행위이다. 더 나아가 이 용어는 사람이나 물건에 향유, 우유, 버터 또는 기타 지방을 뿌리거나, 흠뻑 적시거나, 바르는 관련 행위에도 적용된다. 향유는 향수로 사용되며 이를 나누는 것은 환대의 행위이다. 신의 영향이나 존재를 도입하기 위해 사용된 것은 초기부터 기록되어 있다. 기름부음은 따라서 질병을 유발한다고 믿었던 위험한 영혼과 악령을 사람과 물건에서 제거한다고 여겨지는 의학의 한 형태로 사용되었다.
현재 사용되는 "기름부음"은 일반적으로 유럽 군주의 대관식과 같은 의례적인 축복을 위해 사용된다. 이는 아론이 대제사장으로, 사울과 다윗이 예언자 사무엘에 의해 기름부음을 받은 초기 히브리 관습을 계승한다. 이 개념은 메시아 또는 그리스도(히브리어와 고대 그리스어로 "기름부음 받은 자")의 인물에게 중요하며, 이들은 유대 신학과 기독교 신학 및 종말론에서 두드러지게 나타난다. 기름부음, 특히 병자성사는 도유(unction)로도 알려져 있다. 로마 가톨릭교회에서 종부성사의 일부로 죽어가는 자에게 기름부음을 하는 것은 때때로 "종부성사"로 특정된다.

## 이름
영어로 기름부음을 뜻하는 Anointing은 현재는 사용되지 않는 형용사 anoint에서 파생되었으며, 이는 anointed와 동의어이다. 이 형용사는 1303년에 처음으로 증명되었다. 고대 프랑스어 enoint에서 유래했으며, 이는 enoindre의 과거 분사형이다. 이 단어는 라틴어 inung(u)ere에서 왔으며, 이는 ung(u)ere '기름붓다'의 강화된 형태이다. 따라서 "도유"와 어원적으로 관련이 있다.
의례적인 기름부음에 사용되는 기름은 "성유"라고 불리는데, 이는 고대 그리스어 χρῖσμα (khrîsma) '기름부음'에서 유래한다.

## 목적
기름부음은 세 가지 뚜렷한 목적을 가지고 있었으며, 지금도 그러하다. 그것은 건강과 위안의 수단으로, 명예의 표시로, 그리고 봉헌의 상징으로 여겨진다. 치유 목적이 의례적인 종교의 대상이 되기 전에 사용되었을 가능성이 높지만, 이 관습은 기록된 역사와 고고학적 기록보다 앞서며, 그 기원을 확실히 판단하는 것은 불가능하다.

### 건강
목욕과 함께 기름부음은 모공을 닫는다. 이는 태양의 영향을 막고 땀을 줄이는 것으로 여겨졌다. 향유는 자연적으로 체취와 다른 불쾌한 냄새를 가려주었다.
기름과 지방의 사용은 전통의학으로도 사용된다. 성경에는 올리브유를 병자에게 바르고 상처에 붓는 기록이 있다. 알려진 출처들은 기름부음이 이미 종교적 기능을 수행하던 시점부터 시작된다. 그러므로 기름부음은 페르시아 신화, 아르메니아 신화, 고대 그리스 종교에서 악령의 악의적인 영향을 물리치는 데에도 사용되었다. 기름부음은 또한 선함을 "봉인"하고 부패를 막는 것으로 이해되었는데, 이는 고대 암포라에 담긴 와인을 보존하기 위해 기름층을 사용하는 것과 유비적으로, 와인의 변질이 보통 악령의 영향으로 여겨졌기 때문일 것이다.
위생적이고 종교적인 이유로, 죽은 자의 시신에도 때때로 기름을 바른다. 중세와 근대 초기 기독교에서 이 관습은 특히 시신을 차지할 수 있는 흡혈귀와 구울에 대한 보호와 관련이 있었다.

### 환대
손님에게 기름을 발라 환대와 존경을 표하는 관습은 고대 이집트, 고대 그리스, 고대 로마는 물론 히브리어 성경에도 기록되어 있다. 이는 히브리인들 사이에서 흔한 관습이었으며 아랍인들 사이에서는 20세기까지 계속되었다.

### 종교
원시 종교와 철기 시대 종교에 흔히 나타나는 유사 마법에서, 희생 동물과 인간의 지방은 종종 강력한 부적으로 여겨지며, 생명의 매개체이자 자리로서 피 다음으로 중요하게 취급된다. 동아프리카 아랍인들은 전통적으로 용기를 얻고 다른 동물들에게 두려움을 주기 위해 사자 지방으로 몸을 발랐다. 오스트레일리아 원주민들은 희생된 사람의 그물지방으로 몸을 문질러 그의 힘을 얻었다.
동물 희생이 더 이상 행해지지 않는 기독교와 같은 종교에서는 특별한 의식을 통해 기름을 봉헌하는 것이 일반적이다.

#### 이집트
20세기 초 학자들(빌헬름 슈피겔베르크, 보네트, 코테네, 쿠치, 마르틴-파르데이)에 따르면, 고대 이집트의 관리들은 취임식의 일환으로 기름부음을 받았다. 이러한 가정은 스티븐 톰슨과 같은 학자들에 의해 의문이 제기되었는데, 그들은 그러한 기름부음이 존재했는지에 대해 의심한다.
고대 이집트에서 관료를 임명하는 의식의 일부로서 기름부음을 행했다는 증거를 검토한 결과, 고대 이집트에서 그러한 의식이 행해졌다는 증거가 없다고 결론내릴 수밖에 없다. 히브리인의 왕 기름부음 관습의 기원을 이집트에서 찾으려는 시도는 잘못된 것이다. 이집트 왕이 자신의 관리 중 한 명에게 기름을 부은 유일한 확실한 사례는 EA 51이다. 이 경우, 투트모세 3세가 이집트 관습을 시리아-팔레스타인에 도입한 것이 아니라 아시아인들 사이에서 흔한 관습에 참여했을 가능성이 높다.
그러나 향유를 이용한 시신 기름부음은 미라화의 중요한 부분으로 잘 입증된 관습이었다.

#### 인도

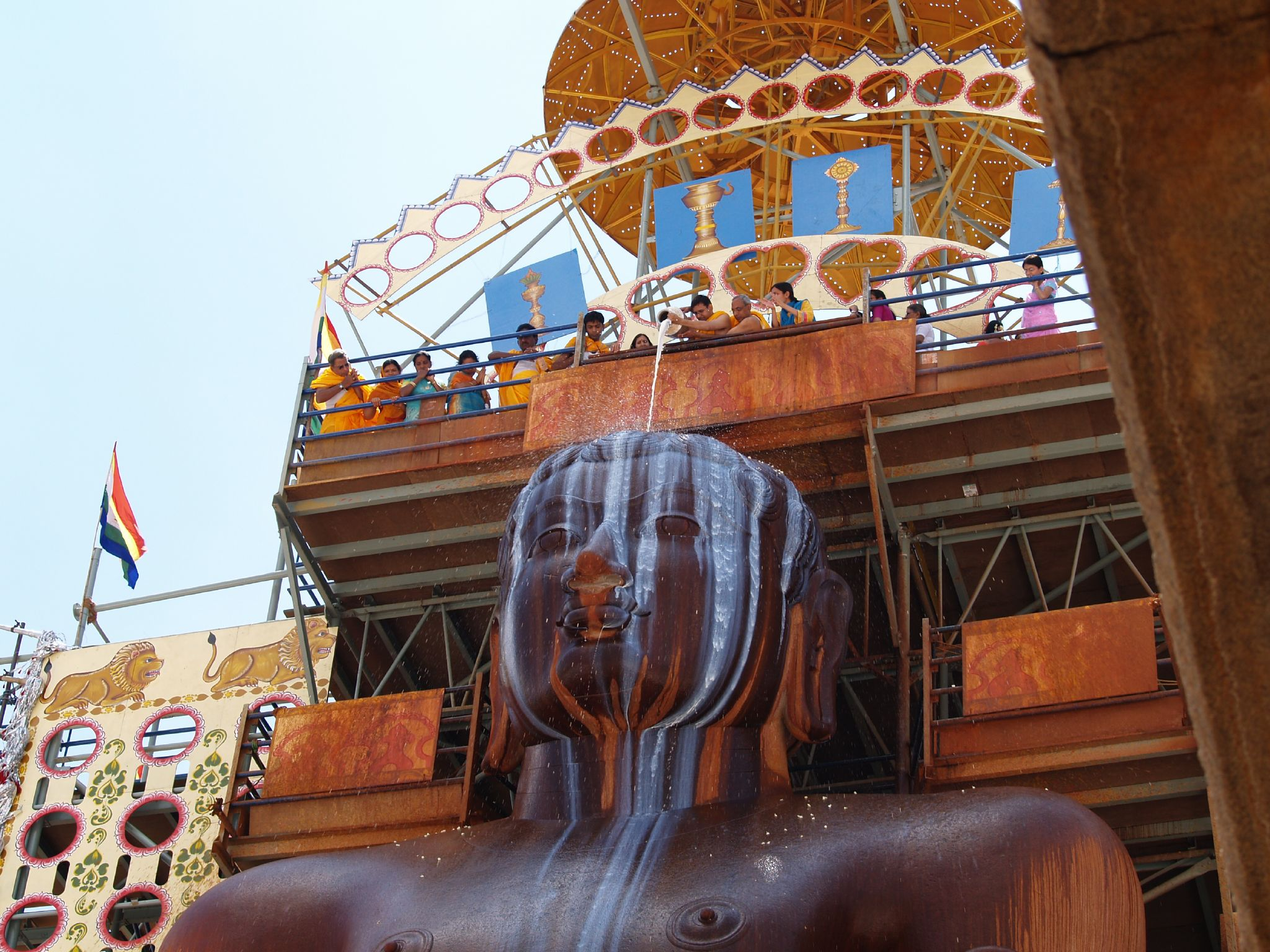
자이나교의 슈라바나 벨골라에서의 아비셰카

인도계 종교에서, 후기 베다 의례는 정부 관리, 숭배자, 우상에게 기름을 바르는 것을 포함하도록 발전했다. 이는 현재 아비셰카로 알려져 있다. 이 관습은 인도 불교로 확산되었다. 현대 힌두교와 자이나교에서는 기름부음이 흔하지만, 이 관습은 일반적으로 기름보다는 물이나 요구르트, 우유 또는 (특히) 성스러운 소의 버터를 사용한다. 많은 신자들은 출산, 학업 등록, 종교적 입문, 그리고 죽음과 함께하는 의례와 함께 삶의 모든 단계에서 봉헌 또는 축복의 행위로 기름부음을 받는다. 새로운 건물, 집, 의례 도구에는 기름을 바르며, 일부 우상에는 매일 기름을 바른다. 이러한 의례에서는 바르는 방향에 특별한 주의를 기울인다. 사람들은 머리부터 발끝까지 아래로 기름을 바른다. 물은 성스러운 강 중 하나에서 얻거나 사프란, 쿠르쿠마 롱가, 또는 꽃 우리기로 향을 낼 수 있다. 특정 우상을 청소할 때나 특정 성전 구절을 쓸 때 생기는 폐수도 사용될 수 있다. 연고에는 재, 점토, 분말 단향 또는 허브 페이스트가 포함될 수 있다.

#### 불교
불교의 기름부음 관습은 주로 인도 관습에서 유래했지만, 덜 정교하고 더 의례적이다. 불교도들은 모인 수행자들에게 물을 뿌리거나 부처나 보살의 우상에 소 또는 야크젖 버터로 표식을 할 수 있다. 꽃 향기 나는 물도 사용되며, 잉크물과 사프란 또는 쿠르쿠마 롱가로 노란색을 입힌 "사프란 물"도 사용된다.

#### 유대교

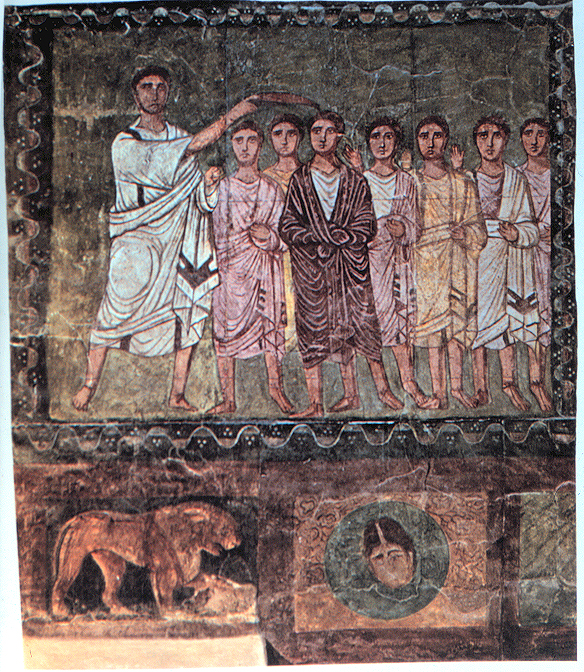
사무엘이 다윗에게 기름을 붓다, 두라 유로포스, 시리아, 3세기.

고대에는 성유부음이 히브리인의 제사장 봉헌에 중요했다, 코헨 가돌 (대제사장), 그리고 신성한 기물들. 예언자 그리고 이스라엘 왕들도 기름부음을 받았는데, 왕들은 뿔로 된 그릇으로 기름부음을 받았다. 출애굽기에 묘사된 의식에 따라 준비된 성유에 의한 기름부음은 "여호와의 영"을 부여하는 것으로 여겨졌다. 이는 사무엘이 대관식 대신 사울과 다윗 모두에게 행했다. 이 관습이 항상 지켜진 것은 아니었으며, 새로운 가계나 왕조의 봉헌에서만 필수적이었던 것으로 보인다.
그 중요성 때문에 대제사장과 왕은 때때로 "기름부음 받은 자"라고 불렸다. 이 용어—מָשִׁיחַ, 마시아흐—는 예언된 인물인 메시아의 기원이다. 그리고 긴 역사의 주장자들이 있었다.
이사야서에 나오는 "방패를 기름붓다"는 표현은 관련이 있거나 시적인 용법으로, 방패의 가죽에 기름을 문질러 유연하게 유지하고 전쟁에 적합하게 만드는 관습을 가리킨다. 방패에 기름을 바르는 관습은 다른 물건에 기름을 바르는 것보다 선행하는데, 방패의 "바르기"(히브리어 "마시아흐")는 나무 방패의 가죽 덮개를 새로 고치는 것이었다. 승리한 병사는 전투 후 또는 새로운 왕으로 선택될 때 동료들에 의해 방패 위에 높여졌다. 보호와 선택의 개념은 여기서 발생하여 "선택된 자"라는 개념으로 확장되어 현대의 메시아(히브리어로 기름부음 받은 자) 개념으로 이어졌다.

#### 기독교

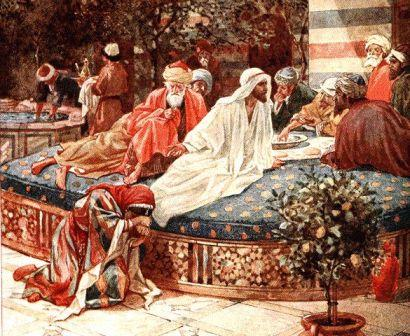
윌리엄 홀 작 예수의 기름부음, 1906년

기독교는 "기름부음 받은 자"에 대한 유대인의 예언과 나사렛 예수의 연관성에서 발전했다. 그의 별명 "그리스도"는 히브리어 칭호에 해당하는 그리스어 형태이다. 그는 출애굽기에 묘사된 의식에 따라 대제사장에 의해 기름부음을 받지 않았지만, 그의 세례 때 성령에 의해 기름부음을 받은 것으로 여겨진다. 예수의 문자적인 기름부음은 베다니아의 마리아에 의해 그가 호화롭게 기름부음을 받았을 때도 일어났다. 애정으로 행해진 이 기름부음은 예수에 의해 그의 매장을 위한 준비였다고 말해진다.
신약성경에서 요한은 "거룩한 이에게서 온 기름부음"과 "그분에게서 온 기름부음이 너희 안에 머문다"고 묘사한다. 이 영적인 기름부음과 문자적인 기름으로 기름부음은 일반적으로 성령과 연관된다. 특히 동방 정교회는 원래 열두 사도가 축복했다고 전해지는 기름에 큰 중요성을 부여한다.
"견진성사"(성유로 세례)의 관행은 2세기 후반 초기 기독교에서 그리스도, 재탄생, 영감의 상징으로 발전한 것으로 보인다. 그러한 행위에 대한 가장 오래된 현존하는 기록은 안티오케이아의 테오필로스 주교가 "아우톨리코스에게" 쓴 편지인 것 같다. 이 편지에서 그는 이 행위를 "달콤하고 유용하다"고 부르며, 크리스토스(고대 그리스어: χριστóς, "기름부음 받은")와 크레토스(χρηστóς, "유용한")를 가지고 말장난을 한다. 그는 계속해서 "우리가 이 때문에 그리스도인이라고 불리는 것은 우리가 하나님의 기름으로 기름부음을 받았기 때문이며," "이 삶에 들어오거나 운동선수인 어떤 사람이 기름으로 기름부음을 받지 않는가?"라고 말하는 것 같다. 이 관행은 또한 로마의 히폴리투스가 그의 "아가 주석"에서 그리고 오리게네스가 그의 "로마서 주석"에서 옹호한다. 오리게네스는 "우리 모두는 교회에 전승된 형태에 따라 보이는 물과 보이는 기름부음으로 세례를 받을 수 있다"고 생각한다.
기름부음은 영지주의자들 사이에서 특히 중요했다. 많은 초기 외경 및 영지주의 문헌들은 세례자 요한의 물세례가 불완전하며 기름으로 기름부음이 세례 과정의 필수적인 부분이라고 명시한다. 빌립 복음서는 다음과 같이 주장한다.
성유는 세례보다 우월하다. 왜냐하면 우리가 "그리스도인"이라고 불리게 된 것은 "세례"라는 단어에서가 아니라 "성유"라는 단어에서 유래했기 때문이다. 그리고 "그리스도"는 "성유"에서 그 이름을 얻었다. 성부께서 성자에게 기름을 부으셨고, 성자께서 사도들에게 기름을 부으셨으며, 사도들이 우리에게 기름을 부으셨기 때문이다. 기름부음 받은 자는 모든 것을 소유한다. 그는 부활, 빛, 십자, 성령을 소유한다. 성부께서는 신부 방에서 그에게 이것을 주셨고, 그는 단순히 그 선물을 받았다. 성부께서는 성자 안에 계셨고 성자께서는 성부 안에 계셨다. 이것이 하늘의 왕국 (마태복음)이다.
사도 토마스 행전에서 기름부음은 세례 의식의 시작이며 그리스도인이 되는 데 필수적이다. 왜냐하면 하나님이 그의 자녀들을 그의 인장으로 아시고, 그 인장은 기름을 통해 받는다고 말하기 때문이다. 이 작품을 통해 많은 그러한 견진성사가 자세히 묘사되어 있다.
중세와 근대 초기 기독교에서는 교회당의 제단 앞에서 타던 등불의 기름이 특별한 성스러움을 지닌다고 여겨졌다. 새로운 교회당과 제단은 봉헌 시 네 모퉁이에 기름부음을 받았으며, 무덤, 공, 그리고 다른 의례 도구와 기구들도 마찬가지였다.

##### 라틴 가톨릭교회

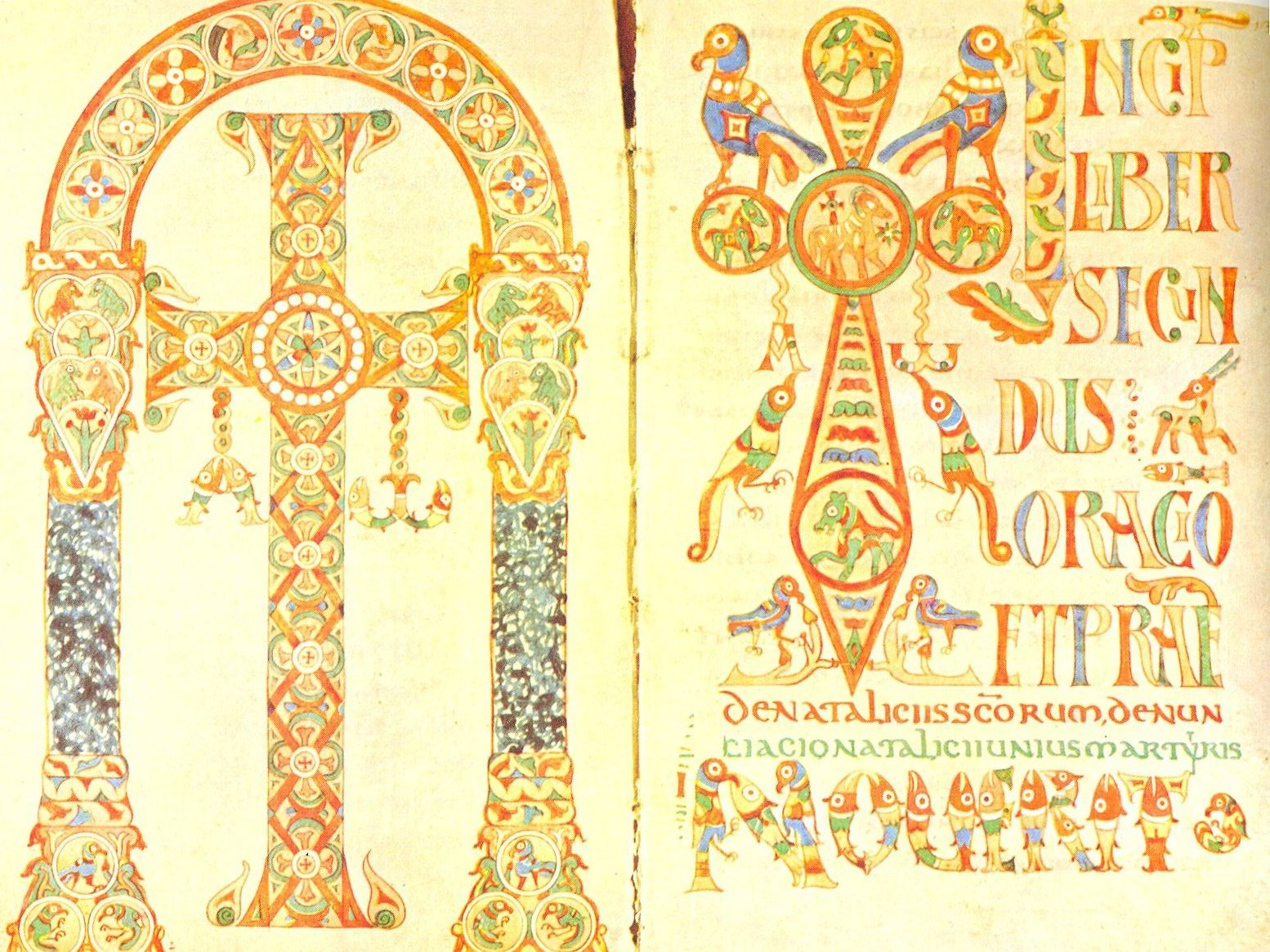
바티칸 도서관의 젤라시오 성사집 필사본의 프론티스피스

로마 가톨릭교회와 성공회, 루터교 교회는 세 가지 종류의 성유를 축성하는데, "성세 전 예비자 성유"(OS로 약칭, 라틴어 oleum sanctum에서 유래, 거룩한 기름을 의미함), "병자 성유"(OI), 그리고 "성성성유"(SC)이다. 처음 두 가지는 축복되었다고 하며, 성성성유는 봉헌되었다고 한다.
성세 전 예비자 성유는 세례 직전의 유아나 성인 예비 신자에게 사용된다. 초대 교회에서 세례를 받으려는 개종자들인 "예비 신자"들은 예비 신자 과정으로 알려진 양성 기간을 거쳤고, 그 교육 기간 동안 악령을 쫓아내기 위해 하나 이상의 예비 신자 성유를 받았다. 1968년 서품 예식 개정 전에는 서품 주교가 새로운 사제의 손에 예비 신자 성유를 발랐다. 구형은 현재 제2차 바티칸 공의회 이전 전례 보존에 헌신하는 성 베드로 사제 형제회와 같은 단체의 구성원을 서품할 때만 사용된다. 후기 형태에서는 사제는 주교처럼 성성성유로 기름부음을 받는데, 사제는 손에, 주교는 머리에 받는다. (구형에서는 주교의 손뿐만 아니라 머리에도 성성성유를 바른다. 전통적인 로마 교황 의례서에도 예비 신자 성유로 기름부음을 포함하는 왕과 여왕의 대관식이 있다. 프랑스와 같은 일부 국가에서는 그 의례에 사용된 기름이 성성성유였다.)
병자 성유는 병자성사를 집전하는 데 사용된다. 이는 12세기 후반부터 20세기 후반까지 서방 기독교에서 일반적으로 종부성사라고 불리던 의례적인 병자와 허약자의 치료이다.
성성성유는 세례, 견진성사, 성품성사에서 사용된다. 또한 새로운 교회당의 봉헌, 새로운 제단의 봉헌, 그리고 미사에서 사용될 새로운 성반과 성배의 봉헌에도 사용된다. 세례성사의 경우, 대상은 두 가지 별개의 기름부음을 받는데, 세례를 받기 전에 예비 신자 성유로 한 번, 그리고 물 세례가 행해진 후에 성성성유로 한 번 기름부음을 받는다. 견진성사의 경우, 성성성유로 기름부음이 의례의 필수적인 부분이다.
어떤 주교라도 성유를 봉헌할 수 있다. 그들은 보통 매년 성목요일에 특별한 "성유 미사"에서 그렇게 한다. 젤라시오 성사집의 공식은 다음과 같다.
오 주님, 저희가 간청하오니, 하늘로부터 이 기름진 기름에 당신의 보혜사 성령을 보내주십시오. 당신은 마음과 몸을 새롭게 하기 위해 푸른 나무에서 이 기름을 내어 주셨습니다. 당신의 거룩한 축복을 통해 이 기름을 바르고, 맛보고, 만지는 모든 이에게 마음과 몸, 영혼과 정신의 안전, 모든 고통과 모든 연약함, 마음과 몸의 모든 질병을 물리치는 보호가 되게 하소서. 당신은 이 기름으로 제사장과 왕, 예언자와 순교자들에게 기름을 부으셨으니, 오 주님, 당신에 의해 완성되고 축복받은 이 성유가 우리 몸 안에 주 예수 그리스도의 이름으로 머물게 하소서.

##### 동방 정교회 및 동방 가톨릭교회

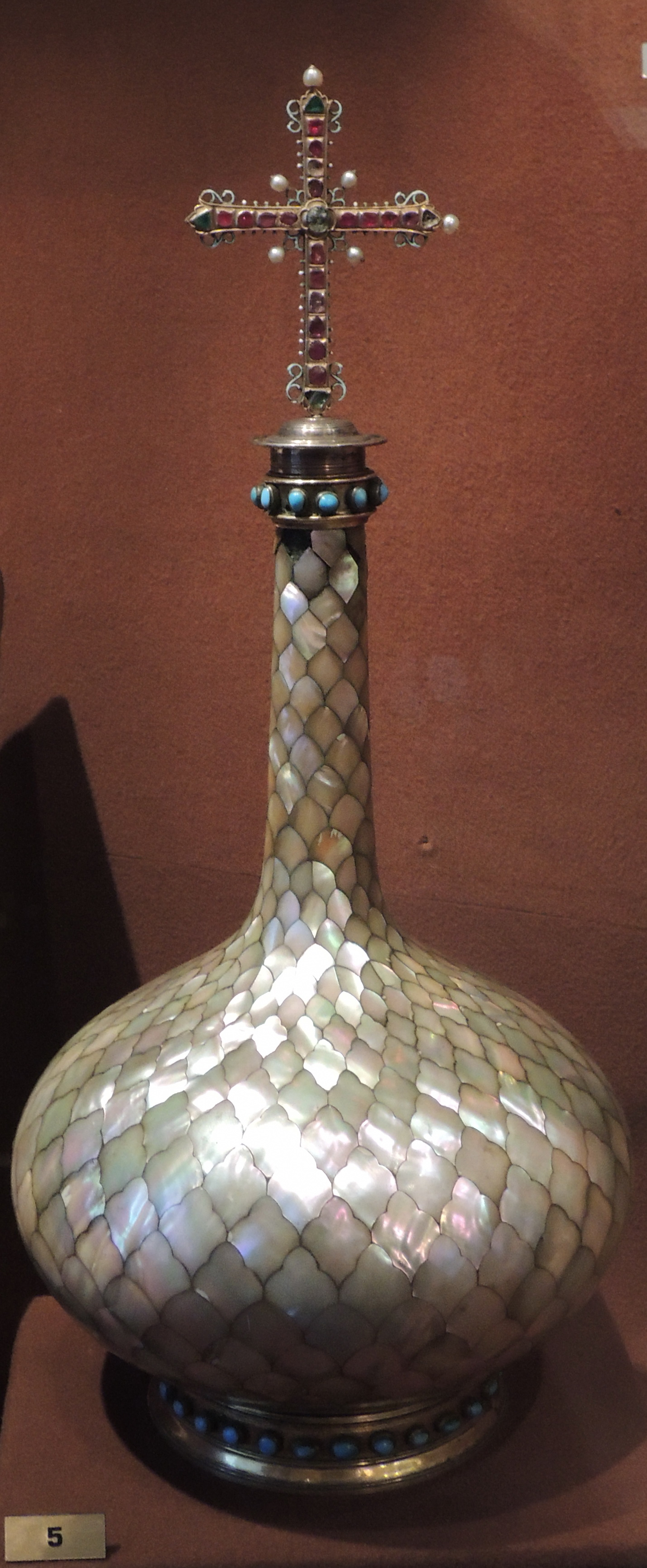
러시아에서 1917년 혁명 이전에 사용되었던 성유 그릇

동방 정교회와 동방 가톨릭교회에서 견진성사는 성유부음으로 알려져 있다. 성유부음의 신비는 세례의 신비 직후 단일 의식의 일부로 거행된다. 이 의식에는 거룩한 미론(μύρον, "성유")이 사용되는데, 이 기름은 열두 사도가 축복한 기름의 일부를 포함하고 있다고 전해진다. 사도적 축복이 끊어지지 않도록 용기는 결코 완전히 비워지지 않으며 필요에 따라 다시 채워지는데, 보통 성목요일에 콘스탄티노폴리스 총대주교청 또는 자치 교회의 총대주교좌 대성당에서 거행되는 의식에서 다시 채워진다. 콘스탄티노폴리스 총대주교청에서는 이 과정이 총대주교청 평신도 관리인 아르콘테스 미렙소이의 감독 하에 이루어진다. 다양한 성직자들이 준비에 참여할 수 있지만, 봉헌 자체는 항상 총대주교 또는 그가 위임한 주교에 의해 수행된다. 새로운 미론은 올리브유, 몰약, 그리고 수많은 향신료와 향수를 포함한다. 이 미론은 일반적으로 성상대나 제물대에 보관된다. 성유부음 동안 "새롭게 깨우친" 사람은 미론을 사용하여 이마, 눈, 콧구멍, 입술, 양쪽 귀, 가슴, 손, 발에 십자성호를 그린다. 사제는 이 목적으로 특별한 붓을 사용한다. 20세기 이전에는 미론이 정교회 군주의 기름부음에도 사용되었다.
세례 전 예비 신자에게 기름을 바르는 데 사용되는 기름은 단순한 올리브유이며, 사제가 세례반에 붓기 직전에 축복한다. 그런 다음 손가락으로 세례물 표면에 떠 있는 축복받은 기름을 약간 취하여 예비 신자의 이마, 가슴, 어깨, 귀, 손, 발에 바른다. 그리고 즉시 삼위일체의 이름으로 세 번 물에 잠기게 하여 세례를 베푼다.
병자성사는 "성스러운 신비의 종부성사"라고 불린다. 이 관행은 육체적 질병뿐만 아니라 영적인 질병에도 사용되며, 신자들은 원하는 만큼 여러 번 종부성사를 요청할 수 있다. 일부 교회에서는 고난주간의 성수요일 예배 중에 모든 신자들이 종부성사를 받는 것이 일반적이다. 종부성사에 사용되는 성유는 미론처럼 교회에 보관되지 않고, 각 개별 예배를 위해 새로이 축성된다. 정교회 신자가 죽으면, 그가 종부성사를 받았고 축성된 기름이 남아 있다면, 매장 직전에 그의 몸에 뿌려진다. 또한 사제(또는 심지어 공경받는 수도사)의 단순한 축복으로 축복되었거나, 성인의 성유물과 같은 신성한 물체와 접촉하여 축복되었거나, 기적을 행하는 이콘이나 다른 성전 (장소) 앞에서 타는 호롱에서 가져온 기름을 사용하여 축복하는 것도 흔하다.
아르메니아 정교회에서는 전통적으로 십자가 기름부음을 받고 기도를 드려야만 성스러운 것으로 여겨졌으며, 이를 통해 성령이 그 안에 들어간다고 믿었다. 같은 의식은 이전에 다른 정교회에서도 행해졌다.

##### 개신교
성령의 역사에 대한 특별한 강조 때문에 오순절교회는 목사와 장로의 성별 및 임직은 물론 병자 치유를 위해서도 기름부음을 계속해서 사용하기도 한다.
오순절 교회의 "기름부음은 멍에를 부순다"는 표현은 이사야서의 한 구절에서 유래하는데, 이 구절은 예언자 히즈키야에게 센나케립이라는 폭군에 대해 성령에 의해 주어진 권능을 논한다.

##### 예수 그리스도 후기 성도 교회
예수 그리스도 후기 성도 교회 회원들은 순수하고 봉헌된 올리브유로 기름을 바르는 관습을 두 가지 방식으로 행한다. 1) 신권 의식으로 신권 축복을 베풀기 위한 준비 과정, 2) 세척과 함께 엔다우먼트의 일부로.
교리와 성약에는 기름부음과 안수할 권한이 있는 자들에 의한 병자 관리에 대한 수많은 언급이 포함되어 있다. 1836년 1월 21일, 조셉 스미스 주니어는 커틀랜드 성전에서 행해지는 의식을 준비하기 위한 성결 및 봉헌 의식 중에 기름부음을 제정했다. 이 기름부음은 1831년의 초기 계시에서 약속된 "위로부터 오는 능력"의 엔다우먼트를 받을 준비를 하는 것이었다. 현재, 멜기세덱 신권 소유자는 누구나 안수를 통해 개인의 머리에 기름을 부을 수 있다. 가능하다면 올리브유를 사용해야 하며, 이 기름은 멜기세덱 신권 소유자 누구나 행할 수 있는 짧은 의식을 통해 미리 봉헌되어야 한다.

### 왕족

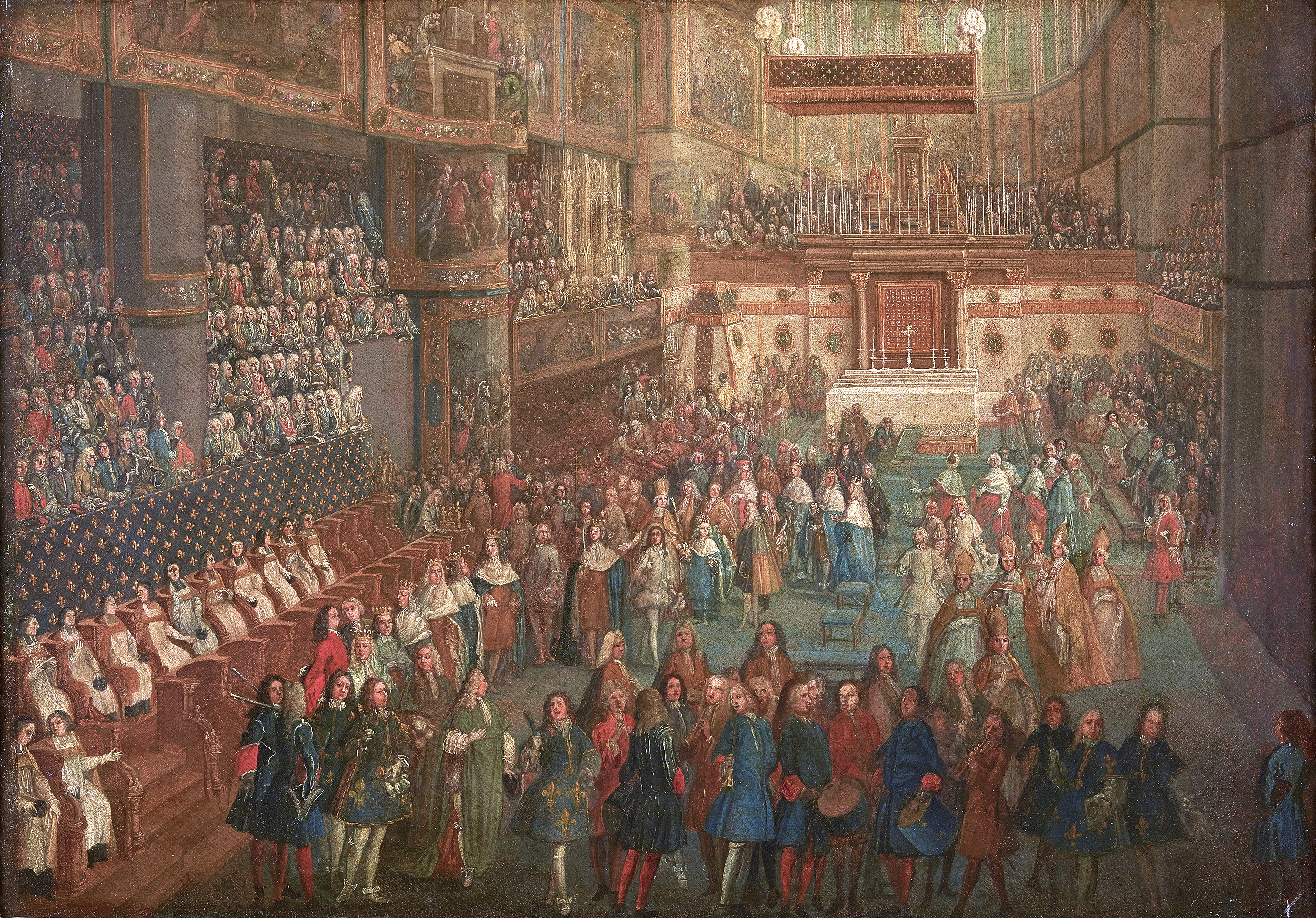
루이 15세의 프랑스의 왕 대관식에서의 기름부음

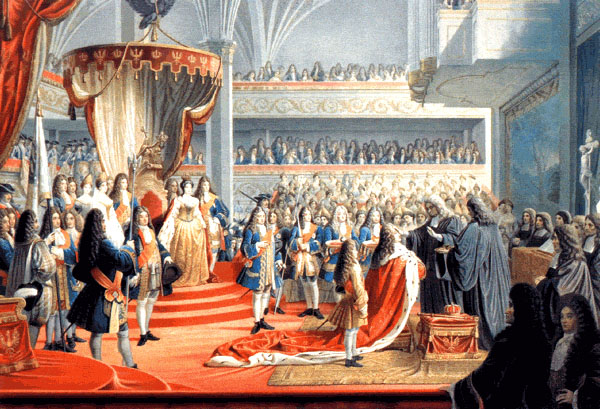
1701년 쾨니히스베르크에서 대관식 후 두 명의 개신교 주교가 프리드리히 1세를 프로이센의 왕으로 기름부음

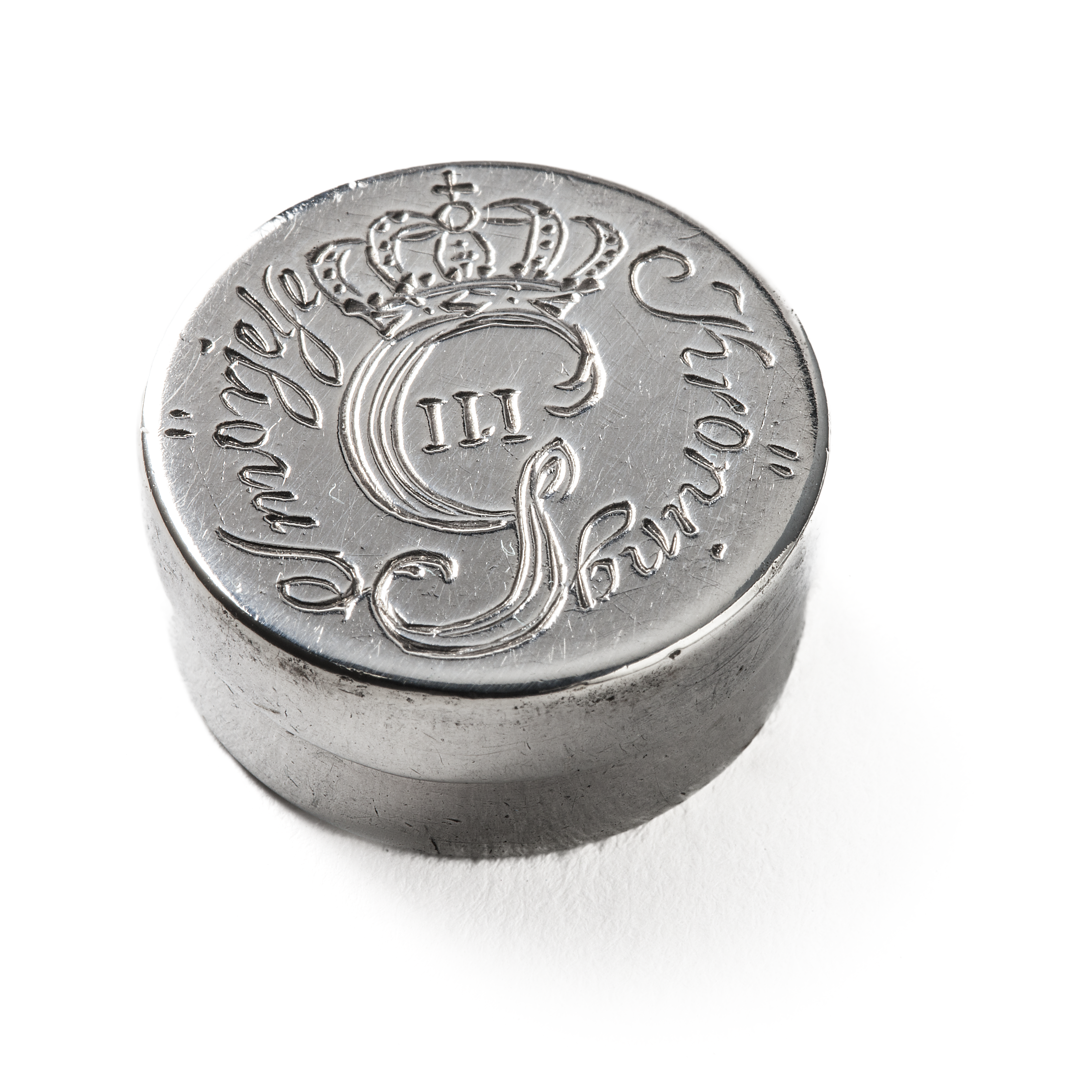
1772년 스웨덴 국왕 구스타브 3세의 대관식에서 사용된 은상자에 담긴 연고, 라벤더와 장미 함유

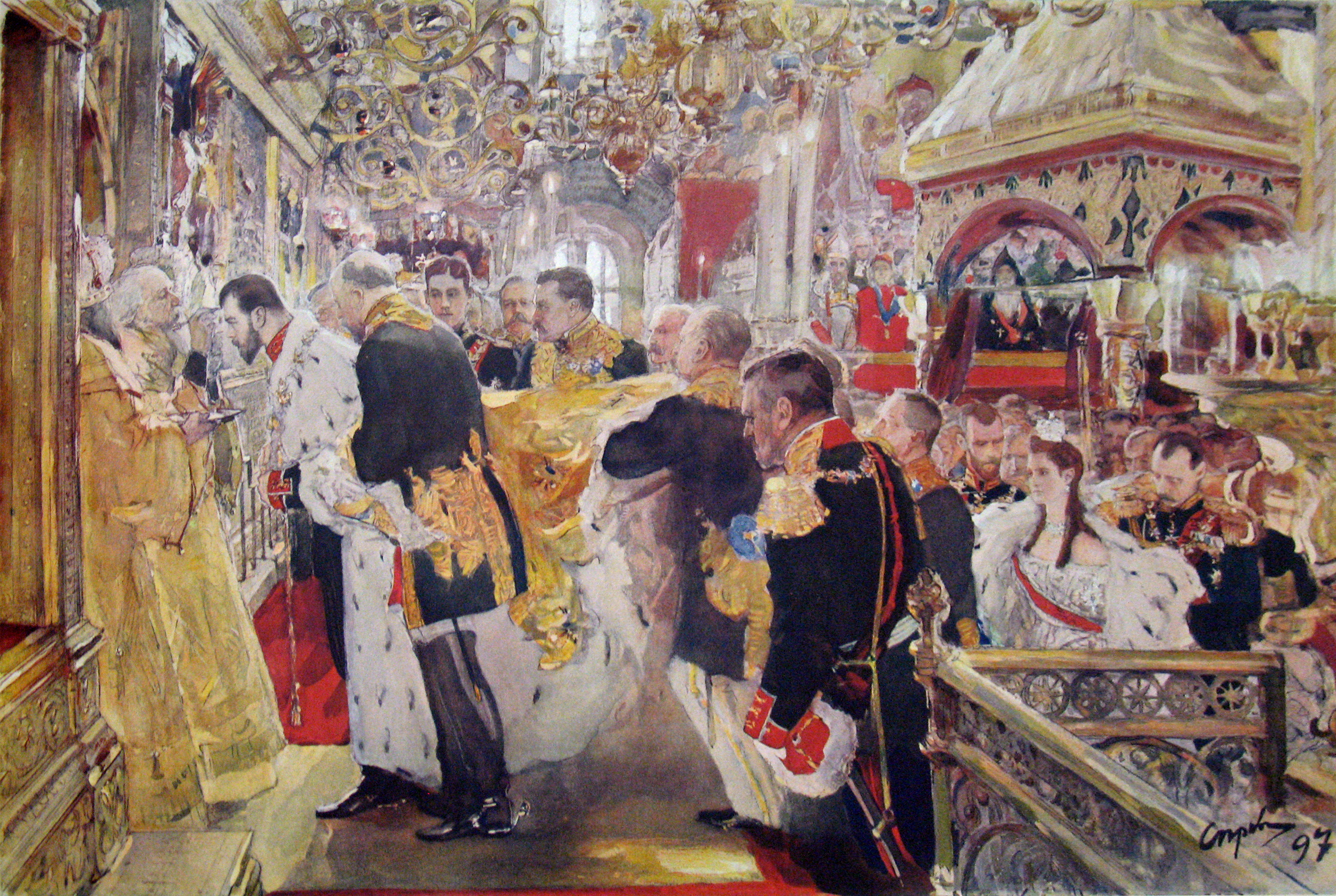
1896년 모스크바의 우쉬펜스키 성당에서 차르 니콜라이 2세의 기름부음

이스라엘 왕권에 대한 사용 외에도, 기름부음은 특히 유럽의 기독교 대관식 의례에서 중요한 의식이었다. 법학자 탄크레두스에 따르면, 처음에는 예루살렘 왕국, 프랑스 왕국, 잉글랜드 왕국 및 시칠리아 왕국의 왕들만이 대관 및 기름부음을 받았다.
Et sunt quidam coronando, et quidam non, tamen illi, qui coronatur, debent inungi: et tales habent privilegium ab antiquo, et de consuetudine. Alii modo non debent coronari, nec inungi sine istis: et si faciunt; ipsi abutuntur indebite. […] Rex Hierosolymorum coronatur et inungitur; Rex Francorum Christianissimus coronatur et inungitur; Rex Anglorum coronatur et inungitur; Rex Siciliae coronatur et inungitur.
 [왕들은] 왕관을 쓰기도 하고 쓰지 않기도 하는데, 왕관을 쓰는 이들은 기름부음을 받아야 한다. 그들은 옛 관습에 따라 특권을 가진다. 다른 이들은 왕관을 쓰거나 기름부음을 받아서는 안 된다. 만약 그렇게 한다면 부당하게 남용하는 것이다. […] 예루살렘 왕은 왕관을 쓰고 기름부음을 받는다. 프랑스의 기독교 왕은 왕관을 쓰고 기름부음을 받는다. 잉글랜드 왕은 왕관을 쓰고 기름부음을 받는다. 시칠리아 왕은 왕관을 쓰고 기름부음을 받는다.

나중에 프랑스의 전설에 따르면, 성스러운 암풀라라는 기름병이 493년 클로도베쿠스 1세가 기독교로 개종한 후 프랑크인의 왕으로 기름부음을 주기 위해 천국에서 내려왔다고 한다. 서고트 왕국의 밤바는 기름부음을 받은 최초의 가톨릭 왕으로 알려져 있지만, 이 관습은 스페인에서 그보다 먼저 존재했던 것으로 보인다. 이 의식은 구약성경에 묘사된 의식을 밀접하게 따랐으며, 672년에 톨레도의 퀴리쿠스 대주교에 의해 거행되었다. 이 의식은 1년 후 플라비우스 파울루스가 배신하고 자신이 진정시키도록 임무를 맡았던 셉티마니아 반란군에 합류했을 때 모방된 것으로 보인다. 이 의식은 가톨릭교회가 군주의 통치를 승인한다는 것을 상징했다. 특히 피핀과 같은 찬탈자들에 의해 사용되었는데, 카롤루스 왕조는 751년에 메로빙거 왕조를 대체했다. 이 관행이 왕을 교회에 종속시킨다고 주장할 수 있지만, 실제로는 왕의 신성한 기름부음은 왕을 사제나 심지어 성인의 지위로 격상시키는 것으로 여겨졌다. 루포이는 이것이 성직자 서임권 논쟁으로 발전한 상충되는 주장들을 촉발시켰다고 주장한다. 동시에 왕실의 기름부음은 새로운 통치자의 승진에 여전히 법적으로 책임이 있던 선거와 대중의 환호를 재해석했다. 그들은 더 이상 자율적인 권위자가 아니라 하나님의 뜻을 섬기는 단순한 대리인으로 이해되었다. 기름부음의 본질은 윌리엄 셰익스피어의 리처드 2세에서 다음과 같이 암시되었다.
거친 바다의 모든 물도

기름부음 받은 왕의 기름을 씻어낼 수 없노라.

나폴레옹은 그의 대관식에서 교황 앞에서 기름부음을 받았다고 전해진다.
동방 정교회에서 새로운 왕의 기름부음은 성스러운 신비로 여겨진다. 이 행위는 그에게 성령의 은총을 통해 신성하게 부여된 임무, 특히 신앙 수호에 대한 사역을 수행할 능력을 부여한다고 믿어진다. 견진성사에 사용되는 것과 동일한 미론이 의식에 사용된다. 러시아 정교회 의식에서는 기름부음이 예배 막바지에 차르의 대관식 동안, 성찬식을 받기 직전에 이루어졌다. 주권자와 그의 배우자는 대성당의 성문 (이코노스타시스)으로 안내되어 총대주교에 의해 함께 기름부음을 받았다. 그 후 차르는 성문을 통해 홀로 들어갔는데, 이는 보통 사제에게만 허용되는 행위이며, 성찬대 옆에 놓인 작은 상에서 성찬을 받았다.
현재 왕실 기름부음은 덜 흔하며, 영국과 통가의 군주에게만 행해진다. 이 관습에 사용되는 도구는 프랑스 왕국에서 사용된 암풀라와 숟가락, 그리고 스웨덴 왕국과 노르웨이 왕국에서 사용된 기름부음 뿔처럼 때때로 레갈리아로 여겨진다. 성경적 공식이 반드시 따르는 것은 아니다. 1626년 찰스 1세의 대관식에서는 성유가 오렌지, 영춘화속, 증류 장미, 증류 계피, 그리고 벤 오일 혼합물로 만들어졌다.

## 같이 보기
- 대관식, 왕관을 씀으로써 직책을 맡는 것
- 즉위, 왕좌에 앉음으로써 직책을 맡는 것
- 수여식, 옷을 입음으로써 직책을 맡는 것
- 메시아, 아브라함 계통의 종교에서 "기름부음 받은 자"

### 설명주
1. ↑  로버트 매닝의 Handling Sin: .   ..Þe prest þat ys a noynt...[4]
2. ↑  이것은 구약성경[7]과 신약성경[8][9] 모두에서 나타난다.
3. ↑  신약성경 시대에 이 관습이 행해졌음이 성경에 기록되어 있다.[12][13]
4. ↑  구약성경에서는 사무엘하[14]와 시편[15] 등에서 언급된다.[10] 신약성경에서는 누가복음 7장에서 예수가 바리사이파 사람의 집을 방문했을 때 기름부음을 받은 기록이 있다.[16]
5. ↑  예를 들어, 열왕기상[29], 역대상[30], 그리고 시편 105편[31]을 참조.
6. ↑  예를 들어, 레위기[35][36][37]와 시편 132편[38]에서처럼.
7. ↑  예를 들어, 시편 2편[39]과 다니엘서[40][41]에서처럼.
8. ↑  이 주장은 요한복음[43]과 사도행전[44][45][46][47]에 명시적으로 나타나 있다.
9. ↑  이사야의 한 구절[48]은 기독교인들에게 메시아가 성전에서 공식적인 의식이 아닌 성령에 의해 세례를 받을 것이라고 말하는 것으로 이해된다.[10]
10. ↑  이 구절은 초기 현존하는 사본이 "기름"(ἔλαιoν, élaion) 대신 "자비"(ἔλεoς, éleos)를 가지고 있기 때문에 다소 불확실하지만, 교정자가 다른 두 사본과 일치하도록 이를 "기름"으로 수정했다.
11. ↑  이 관행을 631년 시세난두스의 대관식으로 거슬러 올라가는 주장에 대해서는 킹을 참조.[76]
12. ↑  반란군 장군은 그의 이전 영주에게 보내는 편지를 "동방에서 기름부음 받은 왕 플라비우스 파울루스가 동방의 왕 밤바에게 [문안을 전합니다]"(Flavius Paulus unctus rex orientalis Wambani regi austro)라고 시작했다.[78]

### 참조주
1. 1 2 3 4 5 6  EB (1878).
2. 1 2 3 4 5 6  EB (1911), 79쪽.
3. ↑  Oxford English Dictionary, 1st ed. "anoint, v." Oxford University Press (Oxford), 1884.
4. ↑  Mannyng, Robert (1303), 《Handlyng Synne》, l. 7417
5. ↑  Oxford English Dictionary, 1st ed. "† aˈnoint, adj." Oxford University Press (Oxford), 1884.
6. ↑  Oxford English Dictionary, 1st ed. "chrism, n." Oxford University Press (Oxford), 1889.
7. ↑  이사야 1:6
8. ↑  마가 6:13
9. ↑  야고보 5:14–15
10. 1 2 3 4 5 6 7 8 9 10 11 12 13  Easton (1897).
11. 1 2 3 4 5 6 7 8  EB (1911), 80쪽.
12. ↑  마가 14:8
13. ↑  누가 23:56
14. ↑  사무엘하 14:2
15. ↑  시편 104:15
16. ↑  누가 7:38–46
17. ↑  Smith, William Robertson, 《Lectures on the Religion of the Semites》
18. ↑  1 W. Spiegelberg, "Die Symbolik des Salbens im A.gyptischen," Recueil de travaux relatifs... (RT) 28 (1906): 184-85
19. ↑  10 H. Bonnet, Reallexikon der dgyptischen Reli gionsgeschichte (Berlin, 1952
20. ↑  " E. Cothenet, "Onction," in L. Pirot, A. Robert, H. Cazelles, eds., Dictionnaire de la Bible, Suppld ment, vol. 6 (Paris, 1960
21. ↑  12 E. Kutsch, Salbung als Rechtsakt (Berlin, 1963), pp.
22. ↑  13 E. Martin-Pardey, "Salbung," LA, vol. 5, cols. 367-69
23. ↑  Thompson, Stephen E. (1994). 《he Anointing of Officials in Ancient Egypt》. 《Journal of Near Eastern Studies》 53. 25쪽. doi:10.1086/373652. JSTOR 545354. S2CID 162870303.
24. ↑  McCreesh, N.C. (2009). 《Ritual anointing: analyses of hair and coffin coatings in ancient Egypt》. 《The University of Manchester Library》 (PhD). 2024년 6월 24일에 원본 문서에서 보존된 문서. 2019년 2월 1일에 확인함.
25. ↑  출애굽기 29:7
26. ↑  출애굽기 29:29
27. ↑  레위기 4:3
28. ↑  출애굽기 30:26
29. ↑  열왕기상 19:16
30. ↑  역대상 16:22
31. ↑  시편 105:15
32. 1 2  사무엘상 16:13
33. ↑  출애굽기 30:22–25
34. ↑  사무엘상 10:1
35. ↑  레위기 4:3–5
36. ↑  4:16
37. ↑  6:20
38. ↑  시편 132:10
39. ↑  시편 2:2
40. ↑  다니엘 7:13
41. ↑  다니엘 9:25–26
42. ↑  이사야 21:5
43. ↑  요한 1:41
44. ↑  사도 9:22
45. ↑  17:2-3
46. ↑  18:5
47. ↑  18:28
48. ↑  이사야 61:1
49. ↑  요한 12:1–12:11; 또한 마태 26:6–26:13, 마가 14:1–14:11, 그리고 누가 7:36–7:50.
50. ↑  Fleming, Daniel (1998). 《The Biblical Tradition of Anointing Priests》. 《Journal of Biblical Literature》 117. 401–414쪽. doi:10.2307/3266438. JSTOR 3266438.
51. ↑  요한1서 2:20
52. ↑  요한1서 2:27
53. 1 2  Ferguson, Everett (2009). 《Baptism in the Early Church: History, Theology, and Liturgy in the First Five Centuries》. Kindle Locations 5142-5149: Wm. B. Eerdmans. 269쪽. ISBN 978-0802827487.
54. ↑  안티오케이아의 테오필로스, "아우톨리코스에게", 1.12.
55. ↑  Smith, Yancy (2013). 《The Mystery of Anointing》. Gorgias. 30쪽. ISBN 978-1463202187.
56. ↑  오리게네스, "로마서 주석", 5.8.3.
57. ↑  바티칸 도서관 MS Reginensis 316.
58. ↑  “Rituale Romanum: Rite for ordination of priests”. 2019년 8월 16일에 원본 문서에서 보존된 문서. 2019년 8월 16일에 확인함.
59. ↑  Ordination of Priests, 133
60. ↑  Rite of Ordination of a Bishop, 28
61. ↑  Oxford Dictionary of the Christian Church (Oxford University Press 2005 ISBN 978-0-19-280290-3), article "unction"
62. ↑  Pavlos Menesoglou. “The Sanctification of the Holy Chrism”. Greek Orthodox Archdiocese of America. 2003년 3월 1일에 원본 문서에서 보존된 문서. 2008년 3월 9일에 확인함..
63. ↑  “The Consecration of Holy Christ”. Orthodox Church in America. 2004년 4월 5일. 2011년 9월 27일에 원본 문서에서 보존된 문서.
64. ↑  이사야 10:27
65. ↑  “Prophetic Teachings on Temples: Washing and Anointing - Initiatory”. 《www.churchofjesuschrist.org》. 2020년 8월 26일에 확인함.
66. ↑  “Anointing, Anoint”. 《The Church of Jesus Christ of Latter-day Saints》. 2020년 8월 26일에 확인함.
67. ↑  “Administration to the Sick”. 《The Church of Jesus Christ of Latter-day Saints》. 2020년 8월 26일에 확인함.
68. ↑  “Hands, Laying on of”. 《The Church of Jesus Christ of Latter-day Saints》. 2020년 8월 26일에 확인함.
69. ↑  〈Anoint〉, 《The Joseph Smith Papers》, 2013년 9월 10일에 원본 문서에서 보존된 문서, 2012년 10월 24일에 확인함
70. ↑  “Endowment of Power”. 《www.churchofjesuschrist.org》. 2020년 8월 26일에 확인함.
71. ↑  “Consecrating Oil”. 《The Church of Jesus Christ of Latter-day Saints》. 2020년 8월 26일에 확인함.
72. ↑  Tancredus, De Regibus Catholicorum et Christianorum 6:18

(https://books.google.com/books?id=CTVgAAAAcAAJ&pg=PA130)
73. ↑  Lupoi (2000), 251 f쪽.
74. ↑  Moorhead (2001), 173쪽.
75. 1 2  Darras (1866), 270쪽.
76. ↑  King (1972), 48–49쪽.
77. ↑  Wolfram (1997), 273–274쪽.
78. 1 2  Wolfram (1997), 273쪽.
79. 1 2  Lupoi (2000), 252쪽.
80. ↑  Lupoi (2000), 251 f.쪽.
81. ↑  셰익스피어, 윌리엄. 리처드 2세, II.ii.
82. ↑  Merieau, Eugenie (2019). “French authoritarian constitutionalism and its legacy”. Elgar.

## 참고 문헌
- 〈Anoint〉, 《Illustrated Bible Dictionary, 3d ed.》, London: T. Nelson & Sons, 1897.
- Baynes, T.S., 편집. (1878), 〈Anointing〉, 《브리태니커 백과사전》 2 9판, 뉴욕: Charles Scribner's Sons, 90쪽
- Conybeare, Frederick Cornwallis (1911), 〈Anointing〉,   Chisholm, Hugh, 《브리태니커 백과사전》 2 11판, 케임브리지 대학교 출판부, 79–80쪽
- Darras, Joseph Éphiphane (1866), 《A General History of the Catholic Church: From the Commencement of the Christian Era until the Present Time, Vol. II》, New York: P. O'Shea [Originally published in French; translated by Martin Spalding].
- King, Paul David (1972), 《Law & Society in the Visigothic Kingdom》, Cambridge: Cambridge University Press, ISBN 978-0-521-03128-8.
- Lupoi, Maurizio (2000), 《The Origins of the European Legal Order》, Cambridge: Cambridge University Press [Originally published in Italian as Alle radici del mondo giuridico europeo by Istituto Poligrafico e Zecca dello Stato in 1994; translated by Adrian Belton], ISBN 0-521-62107-0.
- Moorhead, John (2001), 《The Roman Empire Divided: 400–700》, London: Pearson Education [Republished 2013 by Routledge], ISBN 9781317861447.
- Wolfram, Herwig (1997), 《The Roman Empire and its Germanic Peoples》, University of California Press [Originally published in German as Das Reich und die Germanen by Wolf Jobst Siedler Verlag in 1990; translated by Thomas Dunlap], ISBN 9780520085114.

## 더 읽어보기
- Spieckermann, Hermann (1999), 〈Anointing〉, 《The Encyclopedia of Christianity, Vol. I》, Grand Rapids: Wm. B. Eerdmans, 66쪽, ISBN 0802824137.